# Sebastián Rozental
Sebastián Rozental Igualt (* 1. September 1976 in Santiago de Chile) ist ein ehemaliger chilenischer Fußballspieler. Der Mittelfeldspieler spielte 27-mal für die Nationalmannschaft Chiles, für die er zwei Tore erzielte. 1996 wurde Rozental Fußballer des Jahres in Chile.

## Karriere

### Verein
Sebastián Rozental gab sein Debüt bei CD Universidad Católica im September 1992. Mit dem Klub kam er bei der Copa Libertadores 1993 bis ins Finale, unterlag dort aber dem FC São Paulo. Durch den Verzicht des brasilianischen Klubs bei der Copa Interamericana nahm Universidad Católica am Finale gegen Deportivo Saprissa teil und gewann den Titel. Mit den Jahren bei UC entwickelte Rozental seine fußballerischen Fähigkeiten und wurde zum Leistungsträger der Mannschaft. In 75 Ligaspielen gelangen dem Offensivakteur 39 Tore, wodurch er 1997 als bis dahin teuerster Chilene für 4 Mio. £ zu den Glasgow Rangers wechselte. Beim schottischen Klub war Rozental der erste Südamerikaner in der Mannschaft, konnte sich allerdings auch aufgrund mehrerer Verletzungen nicht durchsetzen und wurde zurück nach Südamerika verliehen. Zuerst spielte er 1999 auf Leihbasis für Universidad Católica, 2000 für den argentinischen Verein CA Independiente unter Ricardo Bochini und 2001 für den CSD Colo-Colo.
2002 wechselte der Chilene in die Schweiz zum Grasshopper Club Zürich, bei dem er in 22 Ligaeinsätzen ein Tor erzielte. Sein Vertrag wurde am Ende der Saison 2003 nicht verlängert. Er ging nach Chile zurück, konnte dort aber nicht mehr an seine früheren Leistungen anknüpfen und ging über die Puerto Rico Islanders und Columbus Crew nach Israel. Rozental hatte nach seinem Jahr in den USA die israelische Staatsangehörigkeit aufgrund seiner jüdischen Wurzeln angenommen und spielte seine letzten Karrierejahre bei Maccabi Petach Tikwa und Maccabi Netanja.

### Nationalmannschaft
Sebastián Rozental spielte bei der U-17-Fußball-Weltmeisterschaft 1993 für Chiles U-17-Nationalmannschaft, die er als Kapitän durch das Turnier führte. Mit vier Treffern hatte er entscheidenden Anteil am dritten Platz. Bei der Junioren-Fußballweltmeisterschaft 1995 mit der U-20 gelangen Rozental erneut vier Treffer, allerdings schied Chile in der Vorrunde als Gruppendritter aus.
Für die chilenische Nationalmannschaft spielte Rozental erstmals am 25. Mai 1995 beim Kanada-Cup gegen Kanada. Bei der Copa América 1995 schied Chile mit einem Punkt wieder in der Vorrunde als Gruppenletzter aus. Der Offensivspieler wurde in den Partien gegen die USA und Argentinien zur Halbzeit eingewechselt und stand im letzten Gruppenspiel gegen Bolivien 80 Spielminuten auf dem Feld. Bei der 1:2-Niederlage gegen die USA erzielte Rozental mit dem Anschlusstreffer sein erstes Länderspieltor.
Rozental kam in sechs bzw. vier Qualifikationsspielen zu den Fußball-Weltmeisterschaften 1998 und 2002 zum Einsatz, wurde aber für das Turnier 1998 nicht nominiert und 2002 qualifizierte sich Chile nicht. Die 0:1-Niederlage im Qualifikationsspiel gegen Ecuador, bei der Rozental elf Minuten vor Spielende für Fabián Estay eingewechselt wurde, war zugleich sein letzter Einsatz im Nationaltrikot.

## Erfolge
Universidad Católica
- Sieger der Copa Interamericana: 1993
- Chilenischer Pokalsieger: 1995

Glasgow Rangers
- Schottischer Meister (3): 1996/97, 1998/99, 1999/2000
- Schottischer Pokalsieger (2): 1998/99, 1999/2000

GC Zürich
- Schweizer Meister: 2002/03

## Auszeichnungen
- Fußballer des Jahres in Chile: 1996